# Алюминат натрия
Алюминат натрия — неорганическое соединение, сложный оксид натрия и алюминия с формулой NaAlO2, белое аморфное вещество, реагирует с водой.

## Получение
- Сплавление оксида алюминия c оксидом натрия:

{\displaystyle {\mathsf {Na_{2}O+Al_{2}O_{3}\ {\xrightarrow {1200^{o}C}}\ 2NaAlO_{2}}}}
- с его гидроксидом:

{\displaystyle {\mathsf {2NaOH+Al_{2}O_{3}\ {\xrightarrow {900^{o}C}}\ 2NaAlO_{2}+H_{2}O}}}
- или карбонатом:

{\displaystyle {\mathsf {Na_{2}CO_{3}+Al_{2}O_{3}\ {\xrightarrow {1000^{o}C}}\ 2NaAlO_{2}+CO_{2}}}}
- Растворение алюминия в расплаве гидроксида натрия:

{\displaystyle {\mathsf {2(NaOH\cdot H_{2}O)+2Al\ {\xrightarrow {400^{o}C}}\ 2NaAlO_{2}+3H_{2}}}}
- Обезвоживание тетрагидроксоалюмината натрия:

{\displaystyle {\mathsf {Na[Al(OH)_{4}]\ {\xrightarrow {800^{o}C}}\ NaAlO_{2}+2H_{2}O}}}

## Физические свойства
Алюминат натрия образует белые кристаллы ромбической сингонии, параметры ячейки a = 0,537 нм, b = 0,521 нм, c = 0,707 нм, Z = 4.

## Химические свойства
- Реагирует с водой (с горячей быстрее):

{\displaystyle {\mathsf {NaAlO_{2}+2H_{2}O\ {\xrightarrow {\ }}\ NaOH+Al(OH)_{3}\downarrow }}}
- В щелочной среде с водой образует тетрагидроксоалюминат натрия:

{\displaystyle {\mathsf {NaAlO_{2}+2H_{2}O\ {\xrightarrow {OH^{-}}}\ Na[Al(OH)_{4}]}}}
- Разлагается кислотами:

{\displaystyle {\mathsf {NaAlO_{2}+4HCl\ {\xrightarrow {\ }}\ NaCl+AlCl_{3}+2H_{2}O}}}
- С гидроксидом магния при нагревании образует шпинель[1]:

{\displaystyle {\mathsf {2NaAlO_{2}+Mg(OH)_{2}\ \xrightarrow {700-800^{o}C} \ 2NaOH+(MgAl_{2})O_{4}}}}

## Применение
- Продукт в производстве глинозёма.
- Протрава при крашении тканей.
- Производство промышленных катализаторов.